# Papalotla
Papalotla est une municipalité de l'État de Mexico, au Mexique. Elle couvre une superficie de 3,59 km2 et compte 3 963 habitants en 2015.